# 사이토 고키
사이토 고키(일본어: 斉藤 光毅, 2001년 8월 10일 ~ )는 일본의 축구 선수이다.

## 구단 경력
그는 2018년 J2리그의 요코하마 FC에 입단했다. 2019년 J2리그 준우승으로 J1리그로 승격했다. 2020년까지 63경기에 출전하여, 9득점을 넣었다. 2021년 로멀 SK로 이적했다. 2022년부터 2024년까지 스파르타 로테르담에서 뛰었다. 2024년 퀸스 파크 레인저스 FC로 이적했다. 

## 국가대표팀 경력
그는 2019년 FIFA U-20 월드컵에 참가할 일본 U-20 국가대표팀에 발탁되었으며, 3경기에 출전했다.
2022년 AFC U-23 아시안컵에 참가할 일본 U-23 국가대표팀에 발탁되었으며, 3위에 기여했다. 2024년 하계 올림픽에도 출전, 3경기에 출전, 8강 진출.